# Yucuche
Yucuche, selo Tachiwoten (Tatshiautin) Indijanaca, jedna od skupina Carriera, na jezeru Stuart Lake u Britanskoj Kolumniji u Kanadi. Populacija mu je 1909. iznosila 16. ostali nazivi za njega su Yə-Ku-tce, Yucutce.